# Katze (Wappentier)

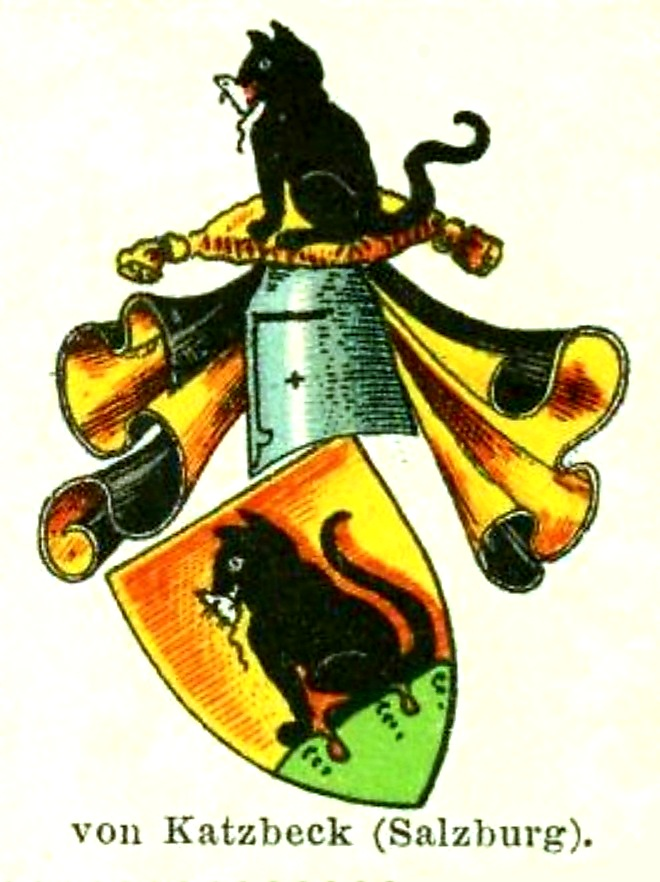
Redendes Wappen der Katzbeck von Katzenstein

Die Katze ist in der Heraldik ein Wappentier und ist nicht sehr häufig. Ob ein weibliches oder männliches Tier der Hauskatze im Wappen oder Feld ist, kann nur mit der Blasonierung geklärt werden.

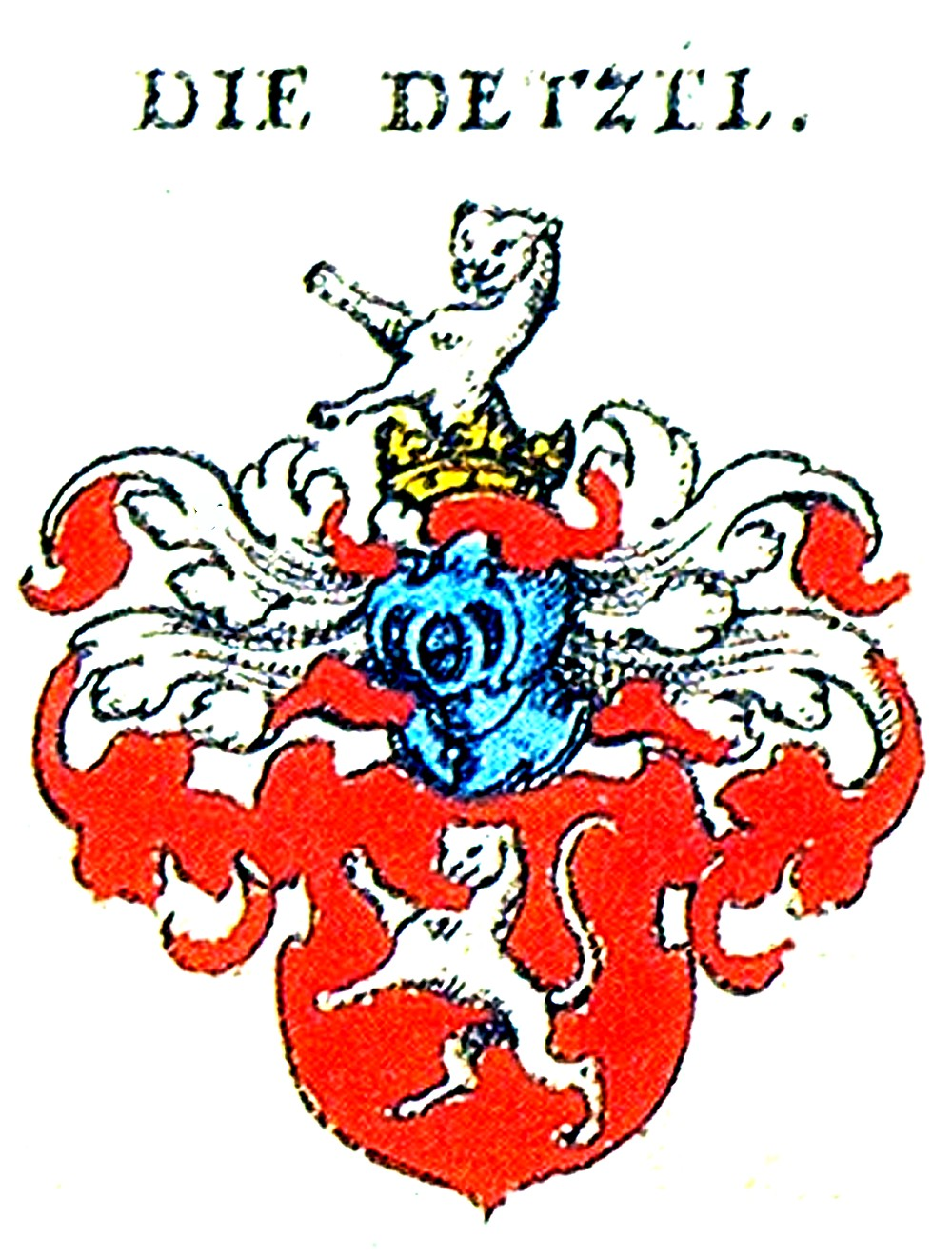
Wappen der Nürnberger Patrizier Tetzel

Die Darstellung ist nicht wie bei anderen Wappentieren durch eine besondere Grundhaltung bestimmt. Sitzend oder laufend und oft den Kopf en face (im Visier, so viel wie hersehend) gestellt, ist häufig anzutreffen. Alle Tinkturen der Heraldik sind möglich, aber Weiß und Schwarz werden bevorzugt. Das Tier kann auch im Oberwappen sein. Viele Familienwappen führen das Wappentier im Schild.
Die Geschlechtergesellschaft „Zur Katz“ (Existenz etwa von 1424 bis zum Ende des 18. Jahrhunderts) in Konstanz führte eine goldgekrönte und bewehrte silberne Katze in Blau. Diese Patriziergesellschaft tagte in ihrem Haus „Zur Katze“ und hatte großen Einfluss.
Sehr häufig wird die Katze in Abzeichen, sogenannte Paraheraldik, vom Militär verwendet.
Redendes Wappen
Die Katze eignet sich für ein redendes Wappen, wie zum Beispiel bei den Familien Katzmair, Katzenbiß und von Katte sowie den Grafen Kazianer zu Katzenstein (vgl. Hans Katzianer).

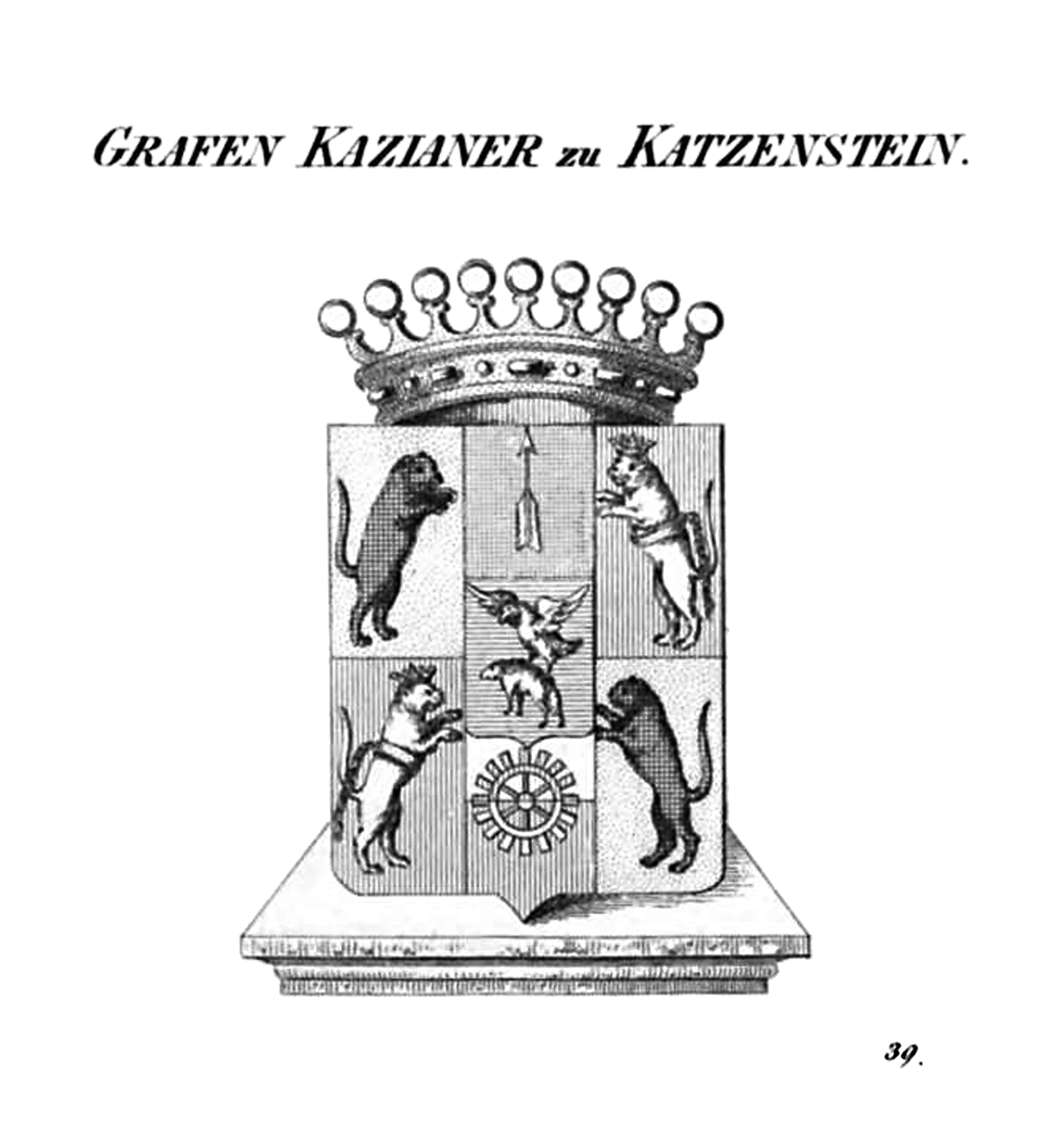
Kazianer zu Katzenstein
Katzwang
Katernberg (Essen)

Gemeindewappen

Kirchensittenbach
Wappen der franz. Gemeinde Chalaines
Wappen der franz. Gemeinde Genainville
Wappen der franz. Gemeinde Mosset
Wappen der franz. Gemeinde Saint-Rémy-aux-Bois
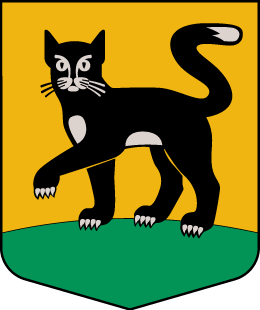
Inčukalns, Gemeinde in Lettland
Marrum in den Niederlanden
Sobrio TI, Schweiz
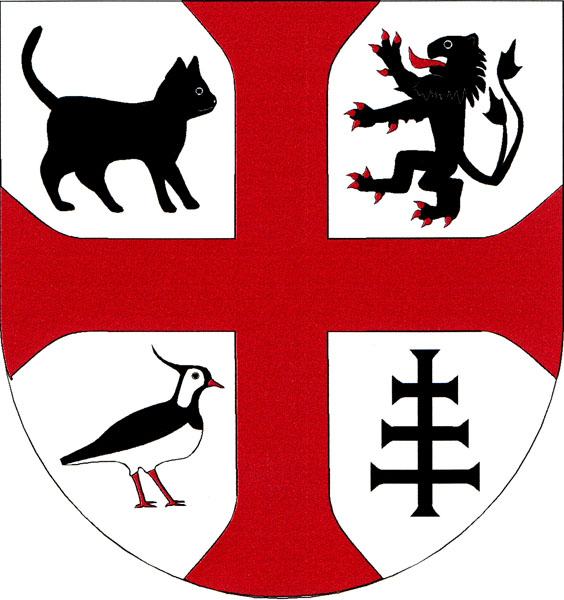
Tschechische Gemeinde Šakvice